# Língua tewa
Tewa é uma língua Kiowa–Tanoan falada pelo Povo Pueblo, principalmente no vale Rio Grande (América do Norte) no estado do Novo México ao norte de Santa Fé. O Censo de 1980 registrou 1.290, a maioria dos quais era bilingue em inglês. Tewa é falada também pelos “Arizona Tewa” (Hopi-Tewa, Tano) que vivem em Hano, Reserva de Hopi no Arizona.

## Dialetos
Cada povoado ou reserva tem seu próprio dialeto da língua:
- Nambe Pueblo: 50 falantes
- Pojoaque Pueblo: 25 falantes
- San Ildefonso Pueblo: 349 falantes
- Ohkay Owingeh: 495 falantes
- Santa Clara Pueblo: 207 falantes
- Tesuque Pueblo: 172 falantes

Nos nomes dos dialetos "Pojoaque" e "Tesuque", o sufixo "que" (algo como [ɡe] em Tewa, ou /ki/ in Inglês) é o termo "local" em Tewa.

## Escrita
Um sistema de escrita para a língua Tewa foi desenvolvido com o uso do alfabeto latino. Essa escrita é usada ocasionalmente com o propósito de sinalizar Be-pu-wa-ve, "Bem-vindo", ou  sen-ge-de-ho,"Adeus". Fora isso, de forma diversa da língua navaja e da língua cherokee, o Tewa não é usado na forma escrita por seus falantes.